# Estación Parnassusweg
Parnassusweg es una parada de tranvía dentro de la ciudad de Ámsterdam, Países Bajos. La parada da servicio a las líneas de tranvía 5 y 25. La línea 25, denominada Amsteltram antes de recibir su número de línea, se inauguró oficialmente el 13 de diciembre de 2020, extraoficialmente 4 días antes, el 9 de diciembre.